# Kristina Ayanian
Kristina Goharik Ayanian (tiếng Armenia: Քրիստինա Այանյան; sinh ngày 30 tháng 5 năm 1997) là một người mẫu và hoa hậu người Mỹ gốc Armenia đã đăng quang Hoa hậu Hoàn vũ Armenia 2022. Cô đại diện cho Armenia tại cuộc thi Hoa hậu Hoàn vũ 2022 được tổ chức tại New Orleans, Louisiana, Hoa Kỳ.
Ayanian trước đó đã chiến thắng Hoa hậu Thanh thiếu niên xuất sắc Massachusetts 2013 và Hoa hậu hòa Bình Armenia 2021.

## Tiểu sử
Ayanian sinh ra ở Burlington, Massachusetts và lớn lên ở Yerevan. Cô là con gái của Sedrak Ayanian của Waltham và Lousine Ayanian của Burlington. Cô là thành viên của lớp BHS năm 2015 và tốt nghiệp năm 2019 của Đại học Bentley, nơi cô theo học ngành tài chính và nghiên cứu toàn cầu. Cô hiện là nhà phân tích danh sách cấp cao tại NASDAC, làm việc với các công ty tư nhân khi họ theo đuổi quá trình chuyển nhượng cổ phiếu.
Năm 2016, Ayanian là thực tập sinh tiếp thị và quan hệ công chúng tại Jovani Fashions ở New York.

## Các cuộc thi sắc đẹp
Ayanian bắt đầu sự nghiệp thi sắc đẹp của mình vào năm 2008 khi mới mười tuổi, cô đã đăng quang Hoa hậu Boston Preteen 2008. Vào tháng 2 năm 2013, Ayanian tham gia cuộc thi Hoa hậu Thanh thiếu niên xuất sắc Massachusetts 2013, nơi cô đã giành được danh hiệu này và kế nhiệm là Amy de Silva. Vào ngày 17 tháng 8 năm 2013, Ayanian đại diện cho Massachusetts tại cuộc thi Hoa hậu Thanh thiếu niên xuất sắc của Mỹ 2014 được tổ chức tại Nhà hát Linda Chapin ở Orlando, Florida, nơi cô không lọt vào bán kết.

### Hoa hậu Armenia 2021
Vào ngày 21 tháng 9 năm 2021, Ayanian tham gia cuộc thi Hoa hậu Armenia 2021 tại Nhà hàng Jivan ở Yerevan. Cô đã đăng quang Hoa hậu hòa Bình Armenia 2021 và kế vị là Lily Sargsyan.

### Hoa hậu Hòa bình Quốc tế 2021
Vào ngày 4 tháng 12 năm 2021, Ayanian đại diện cho Armenia tại cuộc thi Miss Grand International 2021 được tổ chức tại SHOW DC Retail and Entertainment Mega Complex Tầng 6 ở Bangkok, Thái Lan, nơi cô không lọt vào bán kết.

### Hoa hậu Hoàn vũ 2022
Vào ngày 2 tháng 11 năm 2022, Tổ chức Hoa hậu Armenia thông báo rằng Ayanian cũng sẽ đại diện cho Armenia tại cuộc thi Hoa hậu Hoàn vũ 2022 được tổ chức tại New Orleans, Louisiana, Hoa Kỳ vào ngày 14 tháng 1 năm 2023.